# د کلنی (تگزاس)
د کلنی، تگزاس(به انگلیسی: The Colony, Texas) شهری در ایالت تگزاس از ایالات جنوبی ایالات متحده آمریکا است. در سرشماری سال ۲۰۰۰، جمعیت این شهر ۳۹۹۰۶ نفر اعلام شد.